# Tysklands herrlandslag i handboll
Tysklands (1963–1990 Västtysklands) herrlandslag i handboll (tyska: Deutsche Männer-Handballnationalmannschaft) representerar Förbundsrepubliken Tyskland (1949–1990 kallat Västtyskland) i handboll på herrsidan. Laget är ett av de mest framgångsrika med tre VM- och två EM-titlar, och har därutöver nått ytterligare två VM-finaler och en EM-final. Det gamla Östtysklands herrlandslag i handboll tillhörde Europas bästa med bland annat två VM-silver.
I Tyskland är herrlandslaget i handboll ett av de mest populära av landslagen.

## Historia
Den 3 september 1925 förlorade laget, i Halle an der Saale, mot Österrike med 3-6 i vad som var handbollens första herrlandskamp.

### Världsmästare 1938
Lagets första framgångar kom under 1930-talet och i hemma-VM 1938 blev laget världsmästare. 1938 blev laget dessutom världsmästare i utomhushandboll. Det dröjde bara till nästa VM 1954 innan laget vann medalj igen, den gången silver. 1958 vann laget brons i VM. Laget deltog även framgångsrikt i utomhushandboll och VM som avgjordes fram till 1966. Västtyskland blev den sista världsmästaren i utomhushandboll 1966. Laget blev även världsmästare i utomhushandboll 1952, 1955 och 1959, då som gemensamt väst- och östtyskt lag.

### Världsmästare 1978
1978 blev Västtyskland världsmästare för andra gången efter finalseger mot Sovjetunionen. I laget spelade bl.a. Heiner Brand. Tränare var Vlado Stenzel.
I samband med Tysklands återförening blev Västtysklands handbollslandslag Tysklands handbollslandslag och det östtyska handbollslandslaget upphörde precis som Östtyskland att existera. Dagens tyska landslag är alltså detsamma som det tidigare västtyska (notera att Västtyskland var benämningen på dagens Förbundsrepubliken Tyskland innan återföreningen med det gamla Östtyskland). Till skillnad från i fotbollen har flera östtyska klubbar kunnat hävda sig i handbollens Bundesliga. Efter att Heiner Brand tog över som förbundskapten 1997 har landslaget firat flera stora framgångar.

### VM-silver 2003
2003 vann laget VM-silver efter finalförlust mot Kroatien. 2005 kom laget bara vidare till andra omgången, på en näst sista plats i andra omgången.

### Europamästare 2004
Efter finalförlusten i EM 2002 mot Sverige vann laget EM-guld 2004 efter finalseger mot värdlandet Slovenien. 2004 tog laget även silver vid OS i Aten efter finalförlust mot Kroatien. Efter finalen valde flera spelare att sluta i landslaget, bland annat Stefan Kretzschmar.

### VM-guld på hemmaplan 2007
Tyskland vann VM på hemmaplan 2007. Efter en trevande inledning där laget bland annat förlorade mot Polen vände det och laget vann till slut turneringen. Finalen vann laget mot överraskningslaget Polen med 29-24.
Tysklands världsmästarlag: Henning Fritz (THW Kiel), Johannes Bitter (SC Magdeburg) - Pascal Hens (HSV Hamburg), Oliver Roggisch (SC Magdeburg), Dominik Klein (THW Kiel), Holger Glandorf (HSG Nordhorn), Markus Baur (TBV Lemgo), Christian Zeitz (THW Kiel), Torsten Jansen (HSV Hamburg), Andrej Klimowets (SG Kronau/Östringen), Michael Kraus (FA Göppingen), Florian Kehrmann (TBV Lemgo), Lars Kaufmann (Wetzlar), Christian Schwarzer (TBV Lemgo)

### EM-guld 2016: #badboys
En finalseger med 24-17 mot Spanien säkrade Tysklands andra EM-guld efter 2004. Medaljen ackompanjerades av mottot #badboys som skapades av tyska handbollsförbundets vicechef Bob Hanning. Bakgrunden till begreppet var den stabila defensiven runt Finn Lemke och anspelade på Detroit Pistons' seger i NBA-finalen 1989 som vann mästerskapet genom sitt tuffa fysiska spel vilket gav laget beteckningen bad boys. Förbundskapten Dagur Sigurdsson säger att han i sitt första möte med laget berättade historien om Detroit Pistons' seger och att han hängde upp Pistonspelarnas ansikten i omklädningsrummet.

## Meriter
| - 1938 i Nazityskland: Guld - 1954 i Sverige: Silver - 1958 i Östtyskland: Brons - 1961 i Västtyskland: 4:a - 1964 i Tjeckoslovakien: 4:a - 1967 i Sverige: 6:a - 1970 i Frankrike: 5:a - 1974 i Östtyskland: 9:a - 1978 i Danmark: Guld - 1982 i Västtyskland: 7:a - 1986 i Schweiz: 7:a - 1990 i Tjeckoslovakien: Ej kvalificerade - 1993 i Sverige: 6:a - 1995 i Island: 4:a - 1997 i Japan: Ej kvalificerade - 1999 i Egypten: 5:a - 2001 i Frankrike: 8:a - 2003 i Portugal: Silver - 2005 i Tunisien: 9:a - 2007 i Tyskland: Guld - 2009 i Kroatien: 5:a - 2011 i Sverige: 11:a - 2013 i Spanien: 5:a - 2015 i Qatar: 7:a - 2017 i Frankrike: 9:a - 2019 i Danmark och Tyskland: 4:a - 2021 i Egypten: 12:a - 2023 i Polen och Sverige: 5:a | - 1994 i Portugal: 9:a - 1996 i Spanien: 8:a - 1998 i Italien: Brons - 2000 i Kroatien: 8:a - 2002 i Sverige: Silver - 2004 i Slovenien: Guld - 2006 i Schweiz: 5:a - 2008 i Norge: 4:a - 2010 i Österrike: 10:a - 2012 i Serbien: 7:a - 2014 i Danmark: Ej kvalificerade - 2016 i Polen: Guld - 2018 i Kroatien: 9:a - 2020 i Norge, Sverige och Österrike: 5:a - 2022 i Ungern och Slovakien: 7:a - 2024 i Tyskland: 4:a | - 1936 i Berlin: Guld - 1972 i München: 6:a - 1976 i Montréal: 4:a - 1980 i Moskva: Ej kvalificerade - 1984 i Los Angeles: Silver - 1988 i Seoul: Ej kvalificerade - 1992 i Barcelona: 10:a - 1996 i Atlanta: 7:a - 2000 i Sydney: 5:a - 2004 i Aten: Silver - 2008 i Peking: 9:a - 2012 i London: Ej kvalificerade - 2016 i Rio de Janeiro: Brons - 2020 i Tokyo: 6:a - 2024 i Paris: Silver |

## Förbundskaptener
- 1925–1933: Carl Schelenz
- 1934–1939: Otto Günther Kaundinya
- 1940–1945: Carl Schelenz
- 1946–1955: Fritz Fromm
- 1955–1972: Werner Vick
- 1972–1974: Horst Käsler
- 1974–1982: Vlado Stenzel
- 1982–1987: Simon Schobel
- 1987–1989: Petre Ivănescu
- 1989–1992: Horst Bredemeier
- 1992–1993: Armin Emrich
- 1993–1996: Arno Ehret
- 1997–2011: Heiner Brand
- 2011–2014: Martin Heuberger
- 2014–2017: Dagur Sigurðsson
- 2017–2020: Christian Prokop
- 2020–nu: Alfreð Gíslason

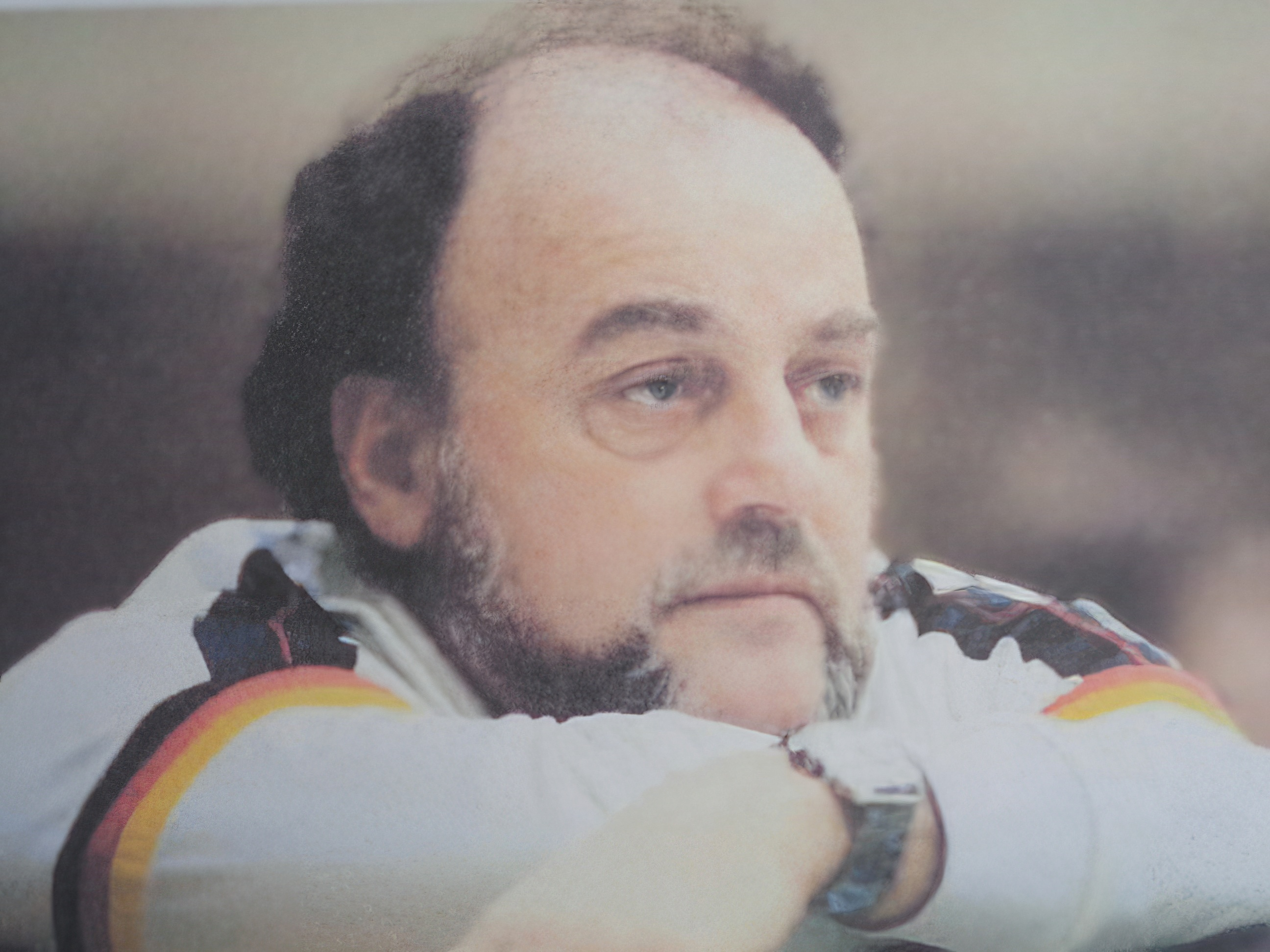
Vlado Stenzel
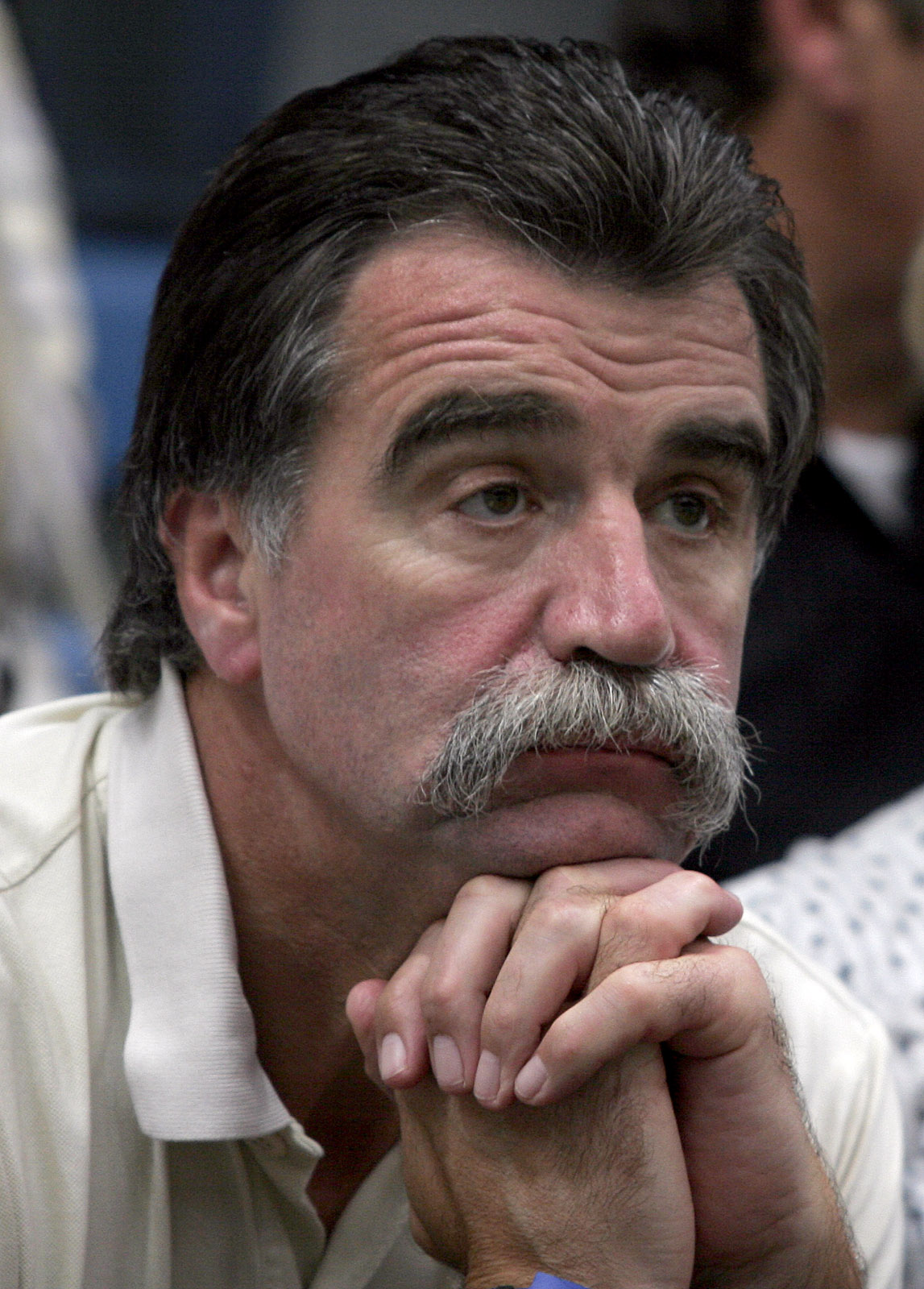
Heiner Brand
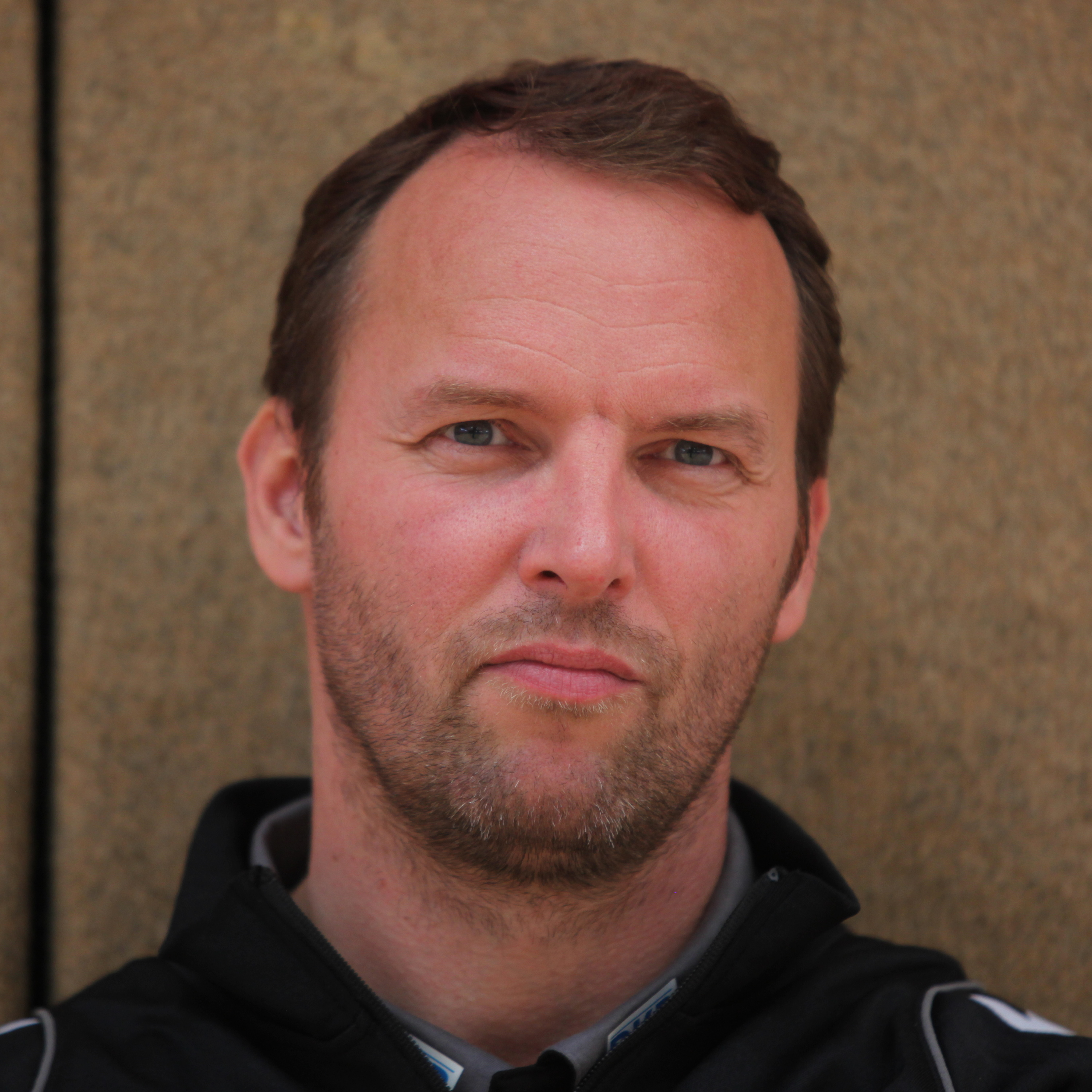
Dagur Sigurðsson

## Spelare i urval
- Markus Baur
- Heiner Brand
- Mark Dragunski
- Jochen Fraatz
- Henning Fritz
- Uwe Gensheimer
- Holger Glandorf
- Silvio Heinevetter
- Pascal Hens
- Jan Holpert
- Bernhard Kempa
- Florian Kehrmann
- Stefan Kretzschmar
- Klaus-Dieter Petersen
- Oliver Roggisch
- Wieland Schmidt
- Martin Schwalb
- Christian Schwarzer
- Daniel Stephan
- Andreas Thiel
- Steffen Weinhold
- Andreas Wolff
- Volker Zerbe
- Christian Zeitz